# ۱۱۶۲ (میلادی)
۱۱۶۲ (میلادی) هزار و صد و شصت و دومین سال تقویم میلادی است.

## زادگان
- چنگیزخان : خان مغول و سردار جنگی و مؤسس امپراتوری بزرگ مغولان.

## درگذشتگان
‎